# Guecello da Montanara
Guecello da Montanara (fl. XI-XII secolo) è stato un militare e nobile italiano vissuto a cavallo tra l'undicesimo e il dodicesimo secolo..

## Biografia
Detto anche Guecellone, era figlio di Guidone da Montanara; ereditò dal padre il titolo di conte di Montanara, feudo alle pendici del Cansiglio, nel Veneto orientale.
Secondo Giambattista Verci ed altri storici precedenti, Guecello si sarebbe particolarmente distinto nella fedeltà ad Ermanno di Porcia, conte di Ceneda e avogaro vescovile, e per questo motivo il 3 maggio 1089 avrebbe ricevuto in donazione da quest'ultimo alcune ville nei dintorni di Oderzo, in particolare Camino, luogo in cui probabilmente già sorgeva un castello.
Dopo questa donazione, la famiglia scelse come propria residenza principale proprio il castello di Camino preferendolo quindi a quello di Montanara e cambiando, nel corso del mezzo secolo successivo, il proprio predicato familiare in "da Camino".
Il perché di questa scelta è ignoto; secondo lo storico Dario Canzian, la scelta sarebbe dovuta alla posizione strategica del paese, equidistante dal Piave e dalla Livenza, ovvero dai confini occidentali ed orientali del territorio cenedese; inoltre si trova vicino a Oderzo, centro che all'epoca pur avendo perso importanza rispetto all'età romana, rappresentava comunque un forte presidio alle dipendenze del vescovo di Belluno; si trova lungo una via d'acqua navigabile (il fiume Monticano) e ad un'antica strada romana (la via Postumia). Infine all'epoca in loco sorgeva un'antica fornace dall'importanza tale dall'aver dato il nome al paese e che rappresentava certamente un'importante attività economica, anche per l'indotto che generava.
Nel 1090 la famiglia ricevette in feudo dal vescovo di Ceneda Aimone le corti di Serravalle, Valmareno, Roganzuolo, Fregona, Cordignano, Credazzo, la Motta e Cessalto.
Nell'anno 1100 e nel 1108 Guecello risulta presente rispettivamente ad un giudicato e ad un placito dell'imperatore del Sacro Romano Impero Enrico V di Franconia, a testimonianza del prestigio raggiunto dalla famiglia.

## Famiglia
Ebbe un fratello, Alberto, che partecipò alla prima crociata e morì senza lasciare figli.
L'unico figlio noto di Guecello risulta essere Gabriele I.